# 涅哈伊夫卡 (科諾托普區)
51°2′13″N 33°25′12″E / 51.03694°N 33.42000°E
內哈伊夫卡（烏克蘭語：Нехаївка）是位於烏克蘭東北部的村莊，由蘇梅州科諾托普區的波皮夫卡市鎮負責管轄。該村處於羅緬河左岸，分別距離佩卡里2.5公里和費西夫卡7公里，2001年人口46。